# Elezioni europee del 2004 a Cipro
Le elezioni europee del 2004 a Cipro si sono tenute il 13 giugno.

## Risultati
| Liste  | Liste                                    | Gruppo  | Voti    | %     | Seggi |
| ------ | ---------------------------------------- | ------- | ------- | ----- | ----- |
|        | Raggruppamento Democratico               | PPE-DE  | 94.355  | 28,23 | 2     |
|        | Partito Progressista dei Lavoratori      | GUE/NGL | 93.212  | 27,89 | 2     |
|        | Partito Democratico                      | ALDE    | 57.121  | 17,09 | 1     |
|        | Per l'Europa                             | PPE-DE  | 36.112  | 10,80 | 1     |
|        | Movimento dei Socialdemocratici - EDEK   | -       | 36.075  | 10,79 | -     |
|        | Democratici Uniti - KPE - Cipro Europea  | -       | 6.534   | 1,95  | -     |
|        | Nuovi Orizzonti                          | -       | 5.501   | 1,65  | -     |
|        | Movimento degli Ecologisti Ambientalisti | -       | 2.872   | 0,86  | -     |
|        | Movimento Socialista Popolare            | -       | 808     | 0,24  | -     |
|        | Candidati individuali                    | -       | 1.678   | 0,50  | -     |
| Totale | Totale                                   | Totale  | 334.268 |       | 6     |